# Zare Szuran
Zare Szuran (pers. زره شوران) – wieś w Iranie, w ostanie Azerbejdżan Zachodni, w szahrestanie Takab. W 2006 roku liczyła 317 mieszkańców.